# Tage Danielsson

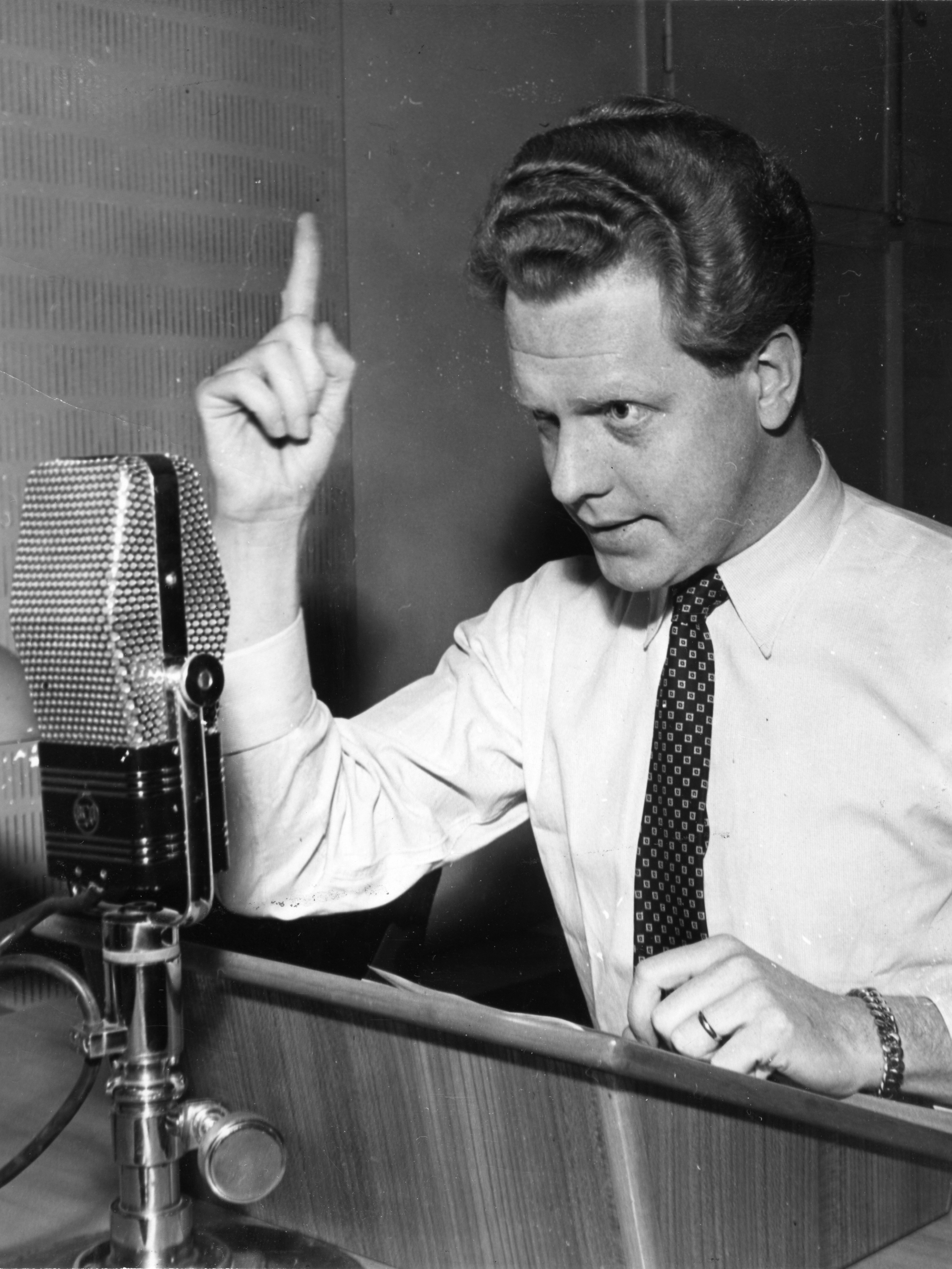
Tage Danielsson

Tage Ivar Roland Danielsson (Linköping, 5 februari 1928 - Stockholm, 13 oktober 1985) was een bekende Zweedse schrijver, dichter, filmregisseur, acteur en komiek.
Hij schreef veel korte verhalen en gedichten die hij dan bundelde, zoals in Tage Danielssons paket, een van de laatste boeken die van hem uitkwam voor hij stierf. Hij regisseerde onder meer de film Ronja de roversdochter. In 1981 ontving hij de Zweedse koninklijke onderscheiding Litteris et Artibus.